# 环境经济学
环境经济学是环境科学和经济学之间交叉的边缘学科，主要研究领域包括：
- 如何正确估算环境污染造成的损失，包括直接物质损失、对人体健康的损害和间接的对人的精神损害。
- 如何评估环境治理的投入所产生的效益，包括直接挽救污染所造成的损失效益，和间接的社会、生态效益。
- 如何制定污染者付费的制度，确定根据排污情况的收费力度。
- 如何制定排污指标转让的金额。

环境经济学研究如何充分利用经济杠杆来解决对环境污染问题，使环境的价值体现得更为具体，将环境的价值纳入到生产和生活的成本中去，从而阻断了无偿使用和污染环境的通路，经济杠杆是目前解决环境问题最主要和最有效的手段。